# Joseph Van Merris-Hynderick
Joseph Van Merris-Hynderick, né le 11 avril 1761 à Bailleul (Flandre française) et mort le 3 décembre 1833 dans la même ville, est un homme politique français.

## Biographie
Échevin de Bailleul, c'est un partisan modéré de la Révolution. Juge de paix, puis juge au tribunal d'Hazebrouck, il est conseiller d'arrondissement d'Hazebrouck puis Conseiller général du Nord sous le Consulat. Maire de Bailleul de 1803 à 1830, c'est au cours de ce mandat, et plus précisément le 9 septembre 1827, qu'il reçoit solennellement le roi Charles X et son fils le dauphin. Il est député du Nord de 1815 à 1816 (siégeant dans la majorité de la chambre introuvable) et de 1822 à 1827.

## Distinctions
- Chevalier de la Légion d'honneur par décret du 19 mai 1825[4].

## Hommage
- Une rue de Bailleul porte son nom depuis le 17 mars 1980[5].

## Sources
« Joseph Van Merris-Hynderick », dans Adolphe Robert et Gaston Cougny, Dictionnaire des parlementaires français, Edgar Bourloton, 1889-1891 [détail de l’édition]